# بیدارم نکن
بیدارم نکن تک‌آهنگی است از خوانندهٔ آمریکایی، کریس براون که در ۱۸ می ۲۰۱۲ منتشر شد. این ترانه متعلق به پنجمین آلبوم استودیویی کریس براون یعنی ثروت Fortune است. این ترانه توسط آلیان ویته، آلساندرو بناسی، برایان کندی، کریس براون، جان باپتیست، مارکو بناسی، مایکل مک هنری، نیکی مارش، پریسیلا هامیلتون، رایان بواندیا و ویلیام اوربیت نوشته شده‌است و تهیه‌کنندگان آن بنی بناسی، علی بناسی، فری اسکول، ویلیام اوربیت و برایان کندی هستند. سبک آن الکترونیک و دنس هستند.

## مفهوم آهنگ
متن این ترانه به یک عشق گمشده اشاره دارد که جز رؤیا چیز دیگری نیست.

## موزیک ویدئو
موزیک ویدئوی این ترانه توسط کولین تیلی در تاریخ ۱۴ می ۲۰۱۲ ضبط شده‌است. کل موزیک ویدئو دربارهٔ یک عشق خیالی است. صحنه‌هایی از کریس براون با لباس راحتی به همراه مدل موزیک ویدیو، آریا نیکس دارد. کریس براون در یک بیابان آهنگ را می‌خواند. در موزیک ویدئو، فرصت‌های کریس براون بعد از مرگ را دارد. در اول به دریا می‌رود و دریا او را با یک موج بزرگ با خود می‌برد. در قسمت بعدی، او سوار بر یک ماشین است که در آن سمت ماشین، ماشینی دیگر که آریا نیکس سوار بر آن است با سرعت می‌آید و به سرعت به ماشین کریس نزدیک می‌شود و با او اصابت می‌کند. دوباره کریس زنده می‌شود و این بار با هم در بیابان با ماشین‌ها به سرعت می‌روند که یک مرتبه هر دو به پرتگاه می‌افتند. در آخر هم کریس و هم آریا نیکس، با سیم‌هایی با جریان الکتریکی کنار هم خوابیده‌اند و موزیک ویدئو خاتمه میابد.

## رتبه‌ها در چارت‌های مختلف
این آهنگ در چارت‌های استرالیا ۴۰ برتر ((Austria (Ö3 Austria Top ۴۰)) و اسکاتلند رتبهٔ اول را در یک هفته بدست آورد. در چارت‌های استرالیا (آریا) و نیوزلند رتبهٔ دوم را کسب کرده‌است. همچنین در صد ترانهٔ داغ بیلبورد هم رتبهٔ دهم را دارد. می‌شود گفت که در ۱۱ چارت رتبهٔ تک رقمی دارد و در دیگر چارت‌ها هم رتبهٔ چشم‌گیری داشته‌است.